# 加速器驱动次临界反应堆
加速器驱动次临界反应堆（又称加速器驱动次临界系统，Accelerator driven sub-critical reactor,ADS）是一种利用加速器加速的质子束流轰击重核靶材产生的外源中子驱动次临界反应堆进行链式反应的核反应堆。该种反应堆属于快中子反应堆，可用于核燃料的增殖于高放射性乏燃料的嬗变处理。由于使用外源中子驱动次临界反应堆，不需要使用控制棒，具有天然安全性。